# 种族灭绝式强奸
种族灭绝式强奸，指在战时或和平時期针对敌方或某特定族群展开的大规模强奸行為，并以此作为种族灭绝行动的一部分的行为。在歷史當中經常發生，例如孟加拉国解放战争、南斯拉夫内战和卢旺达大屠杀等期间，大规模的强奸行为是战争的重要组成部分，也因此让种族灭绝式强奸这一概念受到国际社会广泛关注。印巴分治裡针对女性的暴力行为也被引用为种族灭绝式强奸的一起典型案例。
尽管战争时期的性暴力在漫长历史裡的无数次冲突中反覆出現，但通常也只被看作是战争的副产品，而不是军事策略的一部分。

## 争论
一些学者认为防止及惩治灭绝种族罪公约应声明大规模的强奸属于种族灭绝罪的范畴。 其他学者认为，种族灭绝式强奸属于公约在其第二章内为种族灭绝所下之定义。凯瑟琳·麦金侬认为，种族灭绝式强奸的受害者是种族全体的代难者，强奸充当了灭族的工具，而施害者的目的是摧毁整个目标种族。
西奥班·费希尔认为，强制怀孕，而非强奸本身才能构成种族灭绝。她说：“轮奸本身‘只能’是强奸，但如果有使其受精怀孕的意图那么就不那么简单了。”莉萨·莎拉赫认为公约之定义太为狭隘，因为大规模强奸不应只根据被强奸者是否被迫怀孕来进行界定其是否为种族灭绝。

## 作为种族灭绝的强奸行为
大赦国际认为，战时的强奸行为并不是战争与冲突的副产品，而是一项预先计划与蓄意实施的军事策略。在二十世纪的最后二十五年里，世界上的主要冲突已由国家间战争转变为群体暴力事件和内战；在这些冲突中，国家行为体和非国家行为体以强奸作为武器来伤害平民的行为越来越频繁。记者和人权组织记录了大量的种族灭绝式的强奸运动：前南斯拉夫、塞拉利昂、卢旺达、利比里亚、苏丹、乌干达境内的各起冲突和刚果民主共和国内战皆有出现。
这類大规模屠杀的战略目的有两个：第一点是面向平民灌输恐怖的情绪，使人们放弃财产而逃离；第二点是通过使目标族群蒙羞受辱以削弱其复兴民族重建家园的可能。这两点对非国家行为体具有战略作用，因为将目标种族从土地上移除是实现种族灭绝计划的关键部分。是故，鉴于施害者的目的是摧毁或强制迁离目标种族，并确保他们不会回归，强奸对于包含种族灭绝和种族清洗的运动十分适合。种族灭绝式强奸的目标之一是强制怀孕，由此，侵略者不仅侵略了目标种族的土地，也侵略了他们的血统和家庭。而无法生育的女性则同样被用来实施性侵犯，作为侵略者的泄欲工具；从小女孩到八十岁的老妪都有可能成为受害者。

## 书目
- Allen, Beverly. . University of Minnesota Press. 1996. ISBN 978-0816628186.
- Bisaz, Corsin. . Martinus Nijhoff. 2012. ISBN 978-9004228702.
- Brownmiller, Susan. . Simon & Schuster. 1975. ISBN 0-449-90820-8.
- Card, Claudia. . The Southern Journal of Philosophy. 2008-03, 46 (S1)  [2022-11-01]. doi:10.1111/j.2041-6962.2008.tb00162.x. （原始内容存档于2022-11-01） （英语）.
- De Brouwer, Anne-Marie. . Anne-Marie De Brouwer, Sandra Ka Hon Chu  (编). . Douglas & McIntyre. 2010. ISBN 978-1553653103.
- Eftekhari, Shiva. . Human Rights Watch. 2004.
- Fielding, Leila. . GRIN Verlag. 2012. ISBN 978-3656324409.
- Fisher, Siobhán K. . Duke Law Journal. 1996, 46 (1)  [2022-11-01]. ISSN 0012-7086. JSTOR 1372967. doi:10.2307/1372967. （原始内容存档于2022-11-01）.
- Joeden-Forgey, Elisa Von. . Donald Bloxham, A. Dirk Moses  (编). . Oxford University Press. 2010. ISBN 978-0199232116.
- Jones, Adam. . Routledge. 2006. ISBN 978-0415353847.
- Leaning, Jennifer; Bartels, Susan; Mowafi, Hani. . Susan Forbes Martin, John Tirman  (编). . Springer. 2009: 173–199. ISBN 978-9048128242.
- Miller, Sarah Clark. . Andrea Veltman, Kathryn Norlock  (编). . Lexington. 2009: 53–76. ISBN 978-0739136508.
- MacKinnon, Catherine A. . Center on Law & Globalization. 2006  [2018-07-07]. （原始内容存档于2014-03-22）.
- Poloni-Staudinger, Lori; Ortbals, Candice D. . . Springer. 2012. ISBN 978-1461456407.
- Rothe, Dawn. . Lexington. 2009. ISBN 978-0739126721.
- Russell-Brown, Sherrie L. . Berkeley Journal of International Law. 2003, 21 (2)  [2018-07-07]. （原始内容存档于2017-09-03）.
- Sajjad, Tazreena. . Samuel Totten  (编).  Reprint. Transaction. 2012: 219–248. ISBN 978-1412847599.
- Sharlach, Lisa. . New Political Science. 2000-03, 22 (1): 89–102  [2022-11-01]. ISSN 0739-3148. doi:10.1080/713687893. （原始内容存档于2022-11-01） （英语）.
- Smith, Roger W. . Joyce Apsel, Ernesto Verdeja  (编). . Routledge. 2013: 82–105. ISBN 978-0415814966.
- Smith-Spark, Laura. . British Broadcasting Corporation. 8 December 2004  [29 December 2013]. （原始内容存档于2020-11-15）.
- Totten, Samuel; Bartrop, Paul R. . Greenwood. 2007. ISBN 978-0313329678.
- Vetlesen, Arne Johan. . Cambridge University Press. 2005. ISBN 978-0521673570.